# Shanxi
|  | No s'ha de confondre amb Shaanxi. |

 Shanxi (?·pàg.) (xinès: 山西; Pinyin: Shānxī; Wade-Giles: Shan-hsi) és una província septentrional de la República Popular de la Xina. La seva abreviatura és Jin (pinyin: Jìn), per l'estat de Jin.
El seu nom vol dir "muntanyes de l'oest", en referència a la localització de les muntanyes Taihang. Shanxi limita amb Hebei a l'est, Henan al sud, Shaanxi a l'oest, i Mongòlia Interior al nord.

## Geografia
Shanxi està situada sobre un altiplà. En l'est es troba la llarga cadena de les muntanyes Taihang i en l'oest les muntanyes Lüliang. Prop del 70% de la província és muntanyenc, per la qual cosa la major part de la població viu a les valls del centre, formades per loess i a través de les quals corre el riu Fen. El punt més alt de la província se situa en el Mont Wutai, amb una altitud de 3.058 metres. A través de la major part de la seva frontera amb Mongòlia Interior discorre la Gran Muralla Xinesa. El riu Groc forma la frontera oest amb Shaanxi. Els seus afluents, els rius Fen i Qin, corren de nord a sud, formant la conca de la major part d'aquesta zona. El nord és drenat per afluents del riu Hai, com el Sanggan i el Hutuo. L'estany natural més gran és el de Xie, d'aigua salada i situat prop de Yuncheng, al sud-oest. El clima és continental monsònic però, a causa de la proximitat del desert de Gobi des d'on bufa el vent carregat de loess, és extremadament sec. La temperatura mitjana al gener està per sota dels 0 °C i al juliol oscil·la entre els 21 i els 26 °C. La mitjana de precipitacions anuals està entre els 350 i els 700 mm, amb el 60% concentrats entre juny i agost.

## Divisions administratives
Shanxi es divideix en 11 prefectures:
- Taiyuan (xinès simplificat: 太原市, Hanyu Pinyin: Tàiyuán Shì)
- Datong (大同市 Dàtóng Shì)
- Yangquan (阳泉市 Yángquán Shì)
- Changzhi (长治市 Chángzhì Shì)
- Jincheng (晋城市 Jìnchéng Shì)
- Shuozhou (朔州市 Shuòzhōu Shì)
- Jinzhong (晋中市 Jìnzhōng Shì)
- Yuncheng (运城市 Yùnchéng Shì)
- Xinzhou (忻州市 Xīnzhōu Shì)
- Linfen (临汾市 Línfén Shì)
- Lüliang (吕梁市 Lǚliáng Shì)

## Demografia
La majoria de la població està formada per xinesos han amb minories de mongols, manxús, i ètnia hui.
| Grups ètnics a Shanxi, cens 2000 | Grups ètnics a Shanxi, cens 2000 | Grups ètnics a Shanxi, cens 2000 |
| Nacionalitat                     | Població                         | Percentatge                      |
| -------------------------------- | -------------------------------- | -------------------------------- |
| Xinesos han                      | 32,368,083                       | 99,68%                           |
| ètnia hui                        | 61,690                           | 0,19%                            |
| Manxú                            | 13,665                           | 0.042%                           |
| Mongol                           | 9,446                            | 0.029%                           |

Exclosos membres de l'exèrcit en actiu.

## Economia
Hi destaquen els cultius de blat, sorgo, mill, llegums, patates i blat de moro encara que l'agricultura està molt limitada pel clima i la falta d'aigua. Els seus dipòsits de carbó ascendeixen a 260.000 milions de tones, un terç del total de la Xina, per la qual cosa és la província capdavantera en producció amb 300 milions de tones. Els camps d'extracció de carbó més importants són els de Datong (大同), Ningwu (宁武), Xishan (西山), Hedong (河东), Qinshui (沁水) i Huoxi (霍西). També té un terç de les reserves de bauxita, 500 milions de tones. Les principals indústries són la producció de carbó i productes químics, la generació d'electricitat i el refinatge de metalls. El PNB va ascendir el 2004 a 304.000 milions de yuans (37.740 milions de dòlars), ocupant el divuitè lloc entre les províncies xineses.

## Història
A Shanxi va estar localitzat, durant el període de Primaveres i Tardors, el poderós estat de Jin, que acabaria dividint-se en els estats de Han, Zhao i Wei el 403 aC, data que normalment es considera com la del començament dels Regnes Combatents. Cap al 221 aC tots aquests estats havien caigut sota l'estat de Qin, que va establir la dinastia Qin de mans de Qin Shihuang. La posterior dinastia Han va governar Shanxi amb el nom de Bingzhou (幷州 Bīng Zhōu, "província de Bing"). Durant les invasions dels nòmades del nord del període dels setze Regnes, l'actual província va ser controlada successivament pels Zhao posteriors, els Yan Anteriors, els Qin Anteriors i els Yan posteriors. Els succeïren els Wei Septentrionals, un regne dels xianbei que va tenir una de les seves primeres capitals en l'actual Datong, al nord de Shanxi, i que arribaria a governar gairebé tot el nord de la Xina. Durant la dinastia Tang (618-907), i en època posterior, la zona es va anomenar Hedong (河東, Hédōng), o "a l'est del riu (Groc)". Durant la primera part de les Cinc Dinasties i els Deu Regnes (907-960) d'aquí van sortir tres de les dinasties i l'únic regne establert al nord. Shanxi va ser la base del jiedushi (节度使), o governador militar, de Hedong, Li Cunxu, qui enderrocaria a la primera de les cinc dinasties, la Liang Posterior, per a establir-ne la segona, la Tang Posterior. Aquesta va ser al seu torn enderrocada per un altre d'aquests governadors, Shi Jingtang, per a instaurar-ne la tercera, la Jin Posterior. Enderrocada aquesta pels kitan, altre jiedushi de Hedong, Li Zhiyuan establiria la quarta dinastia, la Han Posterior. Per fi, quan la cinquena dinastia, la Zhou Posterior, va ser establerta, el nou jiedushi de Hedong, Liu Chong, es va rebel·lar i va establir l'estat independent Han del Nord, un dels deu regnes, en el que són ara la part nord i central de Shanxi.
Shi Jintang, fundador de la dinastia dels Jin posteriors, va cedir una gran part del nord de la Xina als kitan com a pagament per la seva ajuda militar. Aquest territori, dit les setze prefectures de Yanyun, incloïa part del nord de Shanxi i amb el temps es convertiria en un gran problema per a la defensa xinesa contra els kitan durant la següent centúria, ja que estava al sud de la Gran Muralla. Aquesta situació va continuar a la Xina de la dinastia Song del nord i la dinastia Liao. La posterior dinastia Song del sud, va abandonar el nord de la Xina, incloent Shanxi, en mans de la dinastia Djurtxet el 1127.
La dinastia Yuan va dividir Xina en províncies però Shanxi no va ser establerta com una d'elles. Nasr al-Din, fill del governador musulmà de Yunnan el general Shams al-Din Sayyid Ajall Umar (1211-1279), es va establir a la província i la població musulmana va començar a ser apreciable. Al final del segle, el virrei de Shanxi i Tangut, Ananda Yüan, es va establir a Kinjanfu (Xi'an) amb un exèrcit de 150.000 homes; era musulmà i els seus soldats es van convertir en gran nombre.
Els límits i nom actuals de la província van ser establerts durant la dinastia Ming i els musulmans locals van ser reconeguts com a xinesos musulmans (Hui-min). Durant la dinastia Qing Shanxi es va estendre cap al nord més enllà de la Gran Muralla per a incloure parts de Mongòlia Interior, incloent l'actual ciutat de Hohhot i solapant-se amb la jurisdicció de les vuit banderes i la bandera de Guihua Tümed. L'abril de 1862 un grup de rebels Taiping van entrar al sud de la província des de Sichuan, i les autoritats imperials que van intentar rebutjar-los van tenir un mal comportament amb els musulmans locals, per les possibles simpaties d'aquests amb els rebels; això i altres elements van provocar la revolta dels musulmans (1862-1878) que es va estendre al llarg del riu Wei i cap a la província de Gansu. Un milió de musulmans foren massacrats en la revolta i d'altres van fugir a Gansu, i la població musulmana va passar de prop de dos milions a menys de mig milió. Durant la major part del període que la República Popular de la Xina va governar sobre la Xina continental, Shanxi va ser controlada per un únic senyor de la guerra, Ien Xishan, al contrari del que ocorria a la resta de la Xina, sacsejada per freqüents canvis. Durant la Segona Guerra Sino-japonesa, el Japó va ocupar gran part de la província després de derrotar a la Xina en la batalla de Taiyuan. També va ser un important camp de batalla entre els japonesos i l'Exèrcit Popular d'Alliberament.
Després de la derrota del Japó, una gran part del camp de Shanxi va ser una important base dels comunistes durant la Guerra Civil Xinesa. Ien havia incorporat milers d'antics soldats japonesos a les seves forces, i aquests van formar part de la seva fallida defensa de Taiyuan contra els comunistes a principis de 1949. Durant segles, Shanxi va ser un dels principals centres comercials i bancaris de la Xina i la denominació comercial de Shanxi (晋商 jìnshāng) va ser sinònim de prosperitat. La ciutat de Pingyao mostra encara avui signes d'aquesta situació de domini en el mercat que una vegada va tenir Shanxi. S'hi troben restes de la cultura i l'arquitectura de la dinastia Han. No obstant això, la província actual és una de les més pobres del país.